# Portugals Grand Prix 1987
Portugals Grand Prix 1987 var det tolfte av 16 lopp ingående i formel 1-VM 1987.

## Resultat
1. Alain Prost, McLaren-TAG, 9 poäng
2. Gerhard Berger, Ferrari, 6
3. Nelson Piquet, Williams-Honda, 4
4. Teo Fabi, Benetton-Ford (varv 69, bränslebrist), 3
5. Stefan "Lill-Lövis" Johansson, McLaren-TAG, 2
6. Eddie Cheever, Arrows-Megatron, 1
7. Ayrton Senna, Lotus-Honda
8. Satoru Nakajima, Lotus-Honda
9. Ivan Capelli, March-Ford
10. Jonathan Palmer, Tyrrell-Ford
11. Alessandro Nannini, Minardi-Motori Moderni (66, bränslebrist)
12. Philippe Streiff, Tyrrell-Ford
13. Derek Warwick, Arrows-Megatron
14. Thierry Boutsen, Benetton-Ford

### Förare som bröt loppet
- Andrea de Cesaris, Brabham-BMW (varv 54, insprutning)
- Michele Alboreto, Ferrari (38, växellåda)
- Martin Brundle, Zakspeed (35, växellåda)
- Franco Forini, Osella-Alfa Romeo (32, upphängning)
- Philippe Alliot, Larrousse (Lola-Ford) (31, motor)
- René Arnoux, Ligier-Megatron (29, kylare)
- Alex Caffi, Osella-Alfa Romeo (27, turbo)
- Piercarlo Ghinzani, Ligier-Megatron (24, tändning)
- Adrián Campos, Minardi-Motori Moderni (24, olycka)
- Nigel Mansell, Williams-Honda (13, elsystem)
- Riccardo Patrese, Brabham-BMW (13, motor)

### Förare som ej startade
- Christian Danner, Zakspeed (olycka)

### Förare som ej kvalificerade sig
- Pascal Fabre, AGS-Ford